# アズダ
アズダ（Asda）は、イギリスの小売業者。米ウォルマートの傘下。本社はリーズに置いている。現在はテスコに次ぎイギリス第2位のスーパーマーケット。アズダはアソシエイテッド・ダイアリーズ（Associated Dairies）の略称。
1949年にリーズにて創業。1999年に米ウォルマートの傘下となった。2020年、ウォルマートは欧州でガソリンスタンド・コンビニエンスストアを経営するEG Groupへ株式の大半を売却。